# Oldermand
Oldermand er betegnelsen for en formand for et håndværkerlav, bylav eller anden form for lav (el. laug).
Ordet er udviklet af den britiske politiske titel ealdorman, der kendes fra middelalderen og som gradvist udviklede sig via alderman til oldermand.
Ordet "oldermand" blev tidligere tider også brugt for rådmand.
| Job | Spire Denne artikel om et job eller en stillingsbetegnelse er en spire som bør udbygges. Du er velkommen til at hjælpe Wikipedia ved at udvide den. |